# Sahatsawat Phuangkaeo
Sahatsawat Phuangkaeo (ur. 9 stycznia 2000) – tajski zapaśnik walczący w stylu klasycznym. Brązowy medalista igrzysk Azji Południowo-Wschodniej w 2019. Piąty na mistrzostwach Azji w 2020. Piąty na mistrzostwach Azji juniorów w 2019 roku.